# 리치 소머

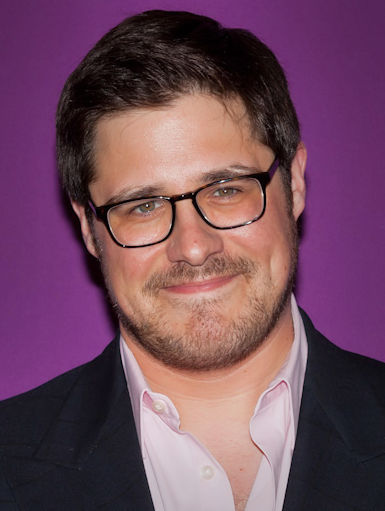
2012년 모습

리치 서머(Rich Sommer, 영어 발음: /ˈsʌmər/, 1978년 2월 2일 ~ )는 미국의 배우이다.
털리도에서 태어났다.

## 출연 작품

### 영화
- 악마는 프라다를 입는다 (2006) - 더그 역
- 라디오 프리 앨브무스 (2010, Radio Free Albemuth)
- Mr. Stache (2011) - 단편
- Fairhaven (2012) - 샘 역
- 더 자이언트 매케니컬 맨 (2012, The Giant Mechanical Man) - 브라이언 역
- 러브, 비하인드 (2012) - 맥스 역
- Good Session (2015)
- LBJ (2016)
- 어 크루키드 썸바디 (2017, A Crooked Somebody)
- Girlfriend's Day (2017)
- 블랙베리 (2023) - 폴 스태노스 역

### 텔레비전
- 로앤오더: 범죄 전담반 (2007, 2009)
- 매드맨 (2007-15) - 해리 크레인 역
- 오피스 (2008)
- The Storm (2009) - 잭 호프먼 박사 역
- The Soup (2009-15) - 본인
- 어글리 베티 (2010)
- 번 노티스 (2010)
- CSI: 과학수사대 (2011) - 스콧 호런 역
- 커브 유어 엔수지애즘 (2011)
- 니키타 (2011)
- 로앤오더: 성범죄 전담반 (2012)
- 엘리멘트리 (2013-18)
- 심슨 가족 (2015) - 목소리
- 그레이 아나토미 (2016)
- 마스터스 오브 섹스 (2016)
- 아발로 왕국의 엘레나 (2016-20) - 목소리
- 글로우: 레슬링 여인 천하 (2017-19)
- FBI (2019)
- In the Dark (2019-20)
- Run (2020)
- 그때 그 시절 패밀리 (2020) - 목소리
- 드롭아웃 (2022)
- 긴급 구조 친구들 (2022) - 목소리
- 앨리스의 이상한 나라 베이커리 (2022-23) - 목소리

### 비디오 게임
- 파이어워치 (2016)